# Joan Coma i Cros
Joan Coma i Cros   (Barcelona, valor desconegut - París, 15 d'agost de 1937) fou un fabricant tèxtil, propietari de la Fàbrica Coma Cros inaugurada  a Salt el 1922. En els edificis de la fàbrica ja en desús industrial el 2006 s'hi inaugura  com a Factoria Cultural Coma Cros.

## Biografia
Joan Coma, va néixer a Barcelona, fill de l'empresari, Joan Coma i Xipell, era el germà gran de Lluís Coma Cros. Va col·laborar en el negoci del seu pare, consistent en la compravenda i manufactura de cotó. La Guerra Civil dels Estats Units, entre els anys 1861 i 1865, va afectar greument la producció de cotó, l'anomenada fam del cotó i va provocar una greu crisi en les indústries tèxtils de Salt. En acabar les crisis algunes empreses varen canviar de mans, la més destacable la de 1866, quan la dinastia de Joan Coma i Xipell primer amb d'altres a la societat Coma, Ciuró i Clavell, constituïda per Joan Coma i Xipell, Erasme Ciuró i Auter, Jaume Clavell i Isern, i a partir de 1910 com a únics propietaris varen tenir el control de totes les indústries tèxtils de Salt. Aquell mateix any Joan Coma, es va fer càrrec de la totalitat l'empresa i l'amplia amb una filatura a Rosselló, i una fàbrica de teixits a Salt.
En esclatar la Guerra Civil Espanyola l’any 1936, va marxar de Catalunya cap a l'exili, i s'instal·la a París, fins a la seva mort el 15 d’agost de 1937.